# Nautiliaceae
Nautiliaceae es una familia de Epsilonproteobacteria que se incluye en su propio orden: Nautiliales.
- Datos: Q6038865
- Especies: Nautiliaceae